# Vezišće
Vezišće is een plaats in de gemeente Križ in de Kroatische provincie Zagreb. De plaats telt 280 inwoners (2001).